# Theodorus Jacobus Hogendorp
Theodorus Jacobus Hogendorp (Kota Radja (Ned.-Indië), 28 juni 1909 - Amsterdam, 16 augustus 1968) was een Nederlands(-Indisch) ambtenaar en bestuurder.
Theodorus Jacobus Hogendorp werd in Nederlands-Indië geboren in het gezin van de hoofdcommies en politicus Willem Hogendorp en Wilhelmina Petronella Mooyman, beide geboren in Nederlands-Indië. Hij ging naar de h.b.s. aan de Koning Willem III-school in Batavia, en studeerde Indisch recht aan de Rijksuniversiteit Leiden, waar hij in 1929 zijn kandidaatsexamen haalde. In 1932 studeerde hij daar af in de economische Indologie. In 1933 trouwde hij te Soerabaja met de daar geboren Maria (Rietje) van den Berg, met wie hij twee dochters en een zoon zou krijgen.
Hogendorp werd ambtenaar, was (aspirant-)controleur bij het Binnenlands Bestuur in Nederlands-Indië, en vervolgens controleur eerste klasse in Bantam en secretaris. Van 1942 tot 1945 was hij geïnterneerd in een Japans gevangenenkamp. In 1949 was hij nog enige tijd assistent-resident in Bonthain, voor hij verhuisde naar Amsterdam rond de onafhankelijkheid van Indonesië. Daar werd hij zelfstandig financieel-economisch adviseur. Hij vervulde diverse functies op sociaal-charitatief gebied, en zette zich in voor gerepatrieerden uit Indonesië.
Van 1965 tot 1968 was Hogendorp namens de Partij van de Arbeid lid van de Tweede Kamer der Staten-Generaal. Als PvdA-Kamerlid was hij woordvoerder op het gebied van de internationale handel. Hij hield zich vooral bezig met ontwikkelingssamenwerking, handelspolitiek en economische zaken.
- Biografisch Portaal: 37981073
- Parlement.com: vg09ll1rkht5